# Quentalia veca
Quentalia veca är en fjärilsart som beskrevs av Druce 1887. Quentalia veca ingår i släktet Quentalia och familjen silkesspinnare. Inga underarter finns listade.